# يورغ فوغل
يورغ فوغل (بالألمانية: Jörg Vogel)‏ هو عالم أحياء جزيئية وأحيائي ألماني، ولد في 1 أبريل 1967 في كوتبوس في ألمانيا.